# ژولیت هایگ
ژولیت هایگ (انگلیسی: Juliette Haigh؛ زادهٔ ۴ اوت ۱۹۸۲) ورزشکار روئینگ اهل نیوزیلند است.
وی در مسابقات کشوری و بین‌المللی در مجموع برندهٔ ۸ مدال طلا، ۳ مدال نقره، ۱ مدال برنز شده‌است.